# Xilocopinos
Os Xilocopinos (Xylocopini) é uma tribo de abelhas formada por um único gênero (Xylocopa) que pertence à subfamília Xylocopinae. As abelhas desta tribo são popularmente conhecidas como abelhas carpinteiras, devido ao seu comportamento de nidificação. 
Também são conhecidas, assim como as abelhas do gênero Bombus, por: mamangá, mamangava, mangangá, entre outros. Esse grupo abrange abelhas de grande porte, chegando a medir até 45 mm (4,5 cm), sendo que os machos no subgênero Neoxylocopa apresentam forte dimorfismo sexual, com cores variando do marrom ao amarelo. Essa tribo inclui mais 700 espécies descritas; e apresenta distribuição cosmopolita com maior diversidade nas regiões tropicais e subtropicais do novo e velho mundo . Sendo que destas, 50 ocorrem no Brasil. 
A maioria dessas espécies nidificam em tecidos vegetais secos, como: troncos mortos, ocos e gomos de bambu; ou ainda em tecidos vegetais vivos, como no caso do sabugueiro (Sambucus nigra), possuem comportamentos tidos como sociais, ou em uma boa parte são na realidade subsociais, que assim como afirma Zanella e Martins: “Dentre as espécies solitárias, há algumas que, durante um certo tempo, cuidam das crias jovens, em sua fase larval (apresentando assim sobreposição de gerações). Essas espécies são denominadas subsociais”.
São considerados exímios polinizadores, quando se trata da polinização do maracujá amarelo (Passiflora edulis), devido ao seu grande porte e a polinização por vibração realizada por estes, acredita-se que sejam os únicos que são capazes de efetuar a polinização desta espécie[carece de fontes?].
Devido à destruição de matas nativas no Brasil e muitos outros fatores, as mamangavas, assim como as outras abelhas dos biomas brasileiros, estão desaparecendo dos seus ambientes naturais[carece de fontes?]. Você pode contribuir beneficamente deixando pedaços de bambus, ou madeira com furos de tamanho adequado. Apesar de serem relativamente mansas, recomenda-se, caso haja crianças em casa, não deixar em local acessível; e principalmente, conservar as plantas nativas[carece de fontes?].